# Улица Мамсурова (Владикавказ)
Улица Мамсурова — улица в городе Владикавказ, Северная Осетия, Россия. Находится в Затеречном муниципальном округе между улицами Улица Коцоева и Гастелло. Начинается от улицы Коцоева.
Улицу Мамсурова пересекают проспект Коста, Ардонская, Заурбека Калоева, Тургеневская и Гончарова. От улицы Мамсурова начинается улица Зангиева.
Улица названа в честь осетинского революционера-большевика и политического деятеля Саханджери Мамсурова (1882—1937).
Улица образовалась в середине XIX века. Впервые отмечена на Плане города Владикавказа в «Карте Кавказского края» как Ново-Базарная улица. Упоминается под этим же наименованием в городских Перечнях улиц, площадей и переулков от 1911 и 1925 годов.
18 октября 1962 года решением Исполкома Орджоникидзевского городского совета народных депутатов Ново-Базарная улица была переименована в улицу Мамсурова.

## Источник
- Владикавказ. Карта города, 2011.
- Карта Кавказского края, издание картографического заведения А. Ильина, СПб, 60 — 70-е годы XIX века.
- Кадыков А. Н. Улицы, переулки, площади и проспекты г. Владикавказа: справочник. — Владикавказ: Респект, 2010. — С. 236—237. — С. 512 — ISBN 978-5-905066-01-6
- Торчинов В. А., Владикавказ., Краткий историко-краеведческий справочник, Владикавказ, Северо-Осетинский научный центр, 1999, стр. 91, 92, 96, ISBN 5-93000-005-0